# Камышное (Варгашинский район)
Камышное — село в Варгашинском районе Курганской области. Входит в состав Варгашинского поссовета.

## История
До 1917 года входило в состав Падеринской волости Курганского уезда Тобольской губернии. По данным на 1926 год состояло из 128 хозяйств. В административном отношении входило в состав Станичновского сельсовета Курганского района Курганского округа Уральской области.

## Население
| 1912 | 1926 | 1989 | 2002 | 2010 |
| ---- | ---- | ---- | ---- | ---- |
| 106  | ↗551 | ↘59  | ↘54  | ↘32  |

По данным переписи 1926 года в селе проживало 551 человек (265 мужчин и 286 женщин), в том числе: русские составляли 100 % населения.